# Black Water
„Black Water” este cel de-al treilea mixtape al cântăreței Americane Tinashe, lansat pe data de 26 noiembrie 2013 prin intermediul site-ului său oficial. Mixtape-ul a fost lansat după lansarea celui de-al doilea mixtape Reverie și de asemenea fiind semnată la RCA înăinte de lansarea mixtape-ului.

## Lista pieselor
| Nr.             | Titlu                                 | Autor(i)        | Producător(i)                    | Lungime |  |
| 1.              | „Black Water”                         | Tinashe         | !llmind Tinashe Gabriel Lambirth | 2:56    |  |
| 2.              | „Before The Storm”                    | Tinashe         | Legacy                           | 0:23    |  |
| 3.              | „Vulnerable” (featuring Travi$ Scott) | Tinashe         | Boi-1da Vinylz Tinashe           | 3:26    |  |
| 4.              | „Secret Weapon”                       | Tinashe         | Osinachi                         | 3:10    |  |
| 5.              | „Video Tapes”                         | Tinashe         | Tinashe                          | 0:39    |  |
| 6.              | „Midnight Sun”                        | Tinashe         | Best Kept Secret K-BeatZ         | 4:32    |  |
| 7.              | „1 For Me”                            | Tinashe         | Ryan Hemsworth                   | 3:28    |  |
| 8.              | „Daybreak”                            | Tinashe         | Tinashe                          | 0:34    |  |
| 9.              | „Fugitive”                            | Tinashe         | Dev Hynes                        | 2:14    |  |
| 10.             | „Stunt”                               | Tinashe         | !llmind Frank Dukes              | 3:35    |  |
| 11.             | „Just A Taste”                        | Tinashe         | J. Oliver and Mizfitz Soundz     | 3:17    |  |
| 12.             | „Middle Of Nowhere”                   | Tinashe         | Inc                              | 3:12    |  |
| 13.             | „Ain't Ready...”                      | Tinashe         | Legacy                           | 1:32    |  |
| Lungime totală: | Lungime totală:                       | Lungime totală: | Lungime totală:                  | 33:04   |  |